# 숨은 그림 찾기
숨은 그림 찾기(hidden pictures)는 복잡하게 그려 놓은 그림에서 제시된 숨겨진 그림을 찾는 놀이이다. 주로 신문이나 잡지 등에 십자말풀이와 함께 실린다.

## 같이 보기
- 다른 그림 찾기